# W97M.Verlor
W97M.Verlor je makro virus koji inficira dokumente Microsoft Worda '97 i 2000.
Ovaj virus je također poznat kao W97M.Overlord.
Zatvaranje zaraženog dokumenta pokreće virus koji u glavni direktorij Windowsa (obično C:\windows\) snima dvije datoteke: tempad.dll i tempnt.dll (rutine infekcije). Ove datoteke se dalje koriste za inficiranje svakog sljedećeg otvorenog dokumenta kao i glavnih predložaka od kojih se započinju novi dokumenti. Virus također pravi datoteku C:\Himem.sys, u kojoj smješta popis zaraženih dokumenata.
Virus također za sobom ostavlja ili koristi datoteke overlord.b.vbs i overlord.b.dll.
Ako korisnik pokuša pristupiti Visual Basic editoru (Tools -> Macros -> Visual Basic Editor) kojim bi virus mogao biti otkriven, biva pokrenuta virusova funkcija koja mijenja naziv korisnika na „The Overlord“, a potom u Windowsovu datoteku win.ini dodaje liniju:
run = <Direktorij Windowsa>\overlord.b.vbs
tako da izvrši datoteku overlord.b.vbs po sljedećem podizanju sustava. Potom virus sam sebe briše iz glavnog predloška i svih aktivnih dokumenata, što onemogućava njegovo pronalaženje putem pokrenutog alata.
Po svom pokretanju, overlord.b.vbs ponovo inficira glavni predložak i sve datoteke čija su imena zapisana u C:\Himem.sys.
Ako korisnik pokuša pristupiti popisu makroa (Tools -> Macros -> Macro) virus se briše iz glavnog predloška i svih aktivnih dokumenata prije otvaranja prozora. Ovo onemogućava da se virus nađe u popisu prisutnih makroa. Po zatvaranju dijaloga, virus opet zaražava sve aktivne dokumente i glavni predložak.